# St. Gereon (Monheim)

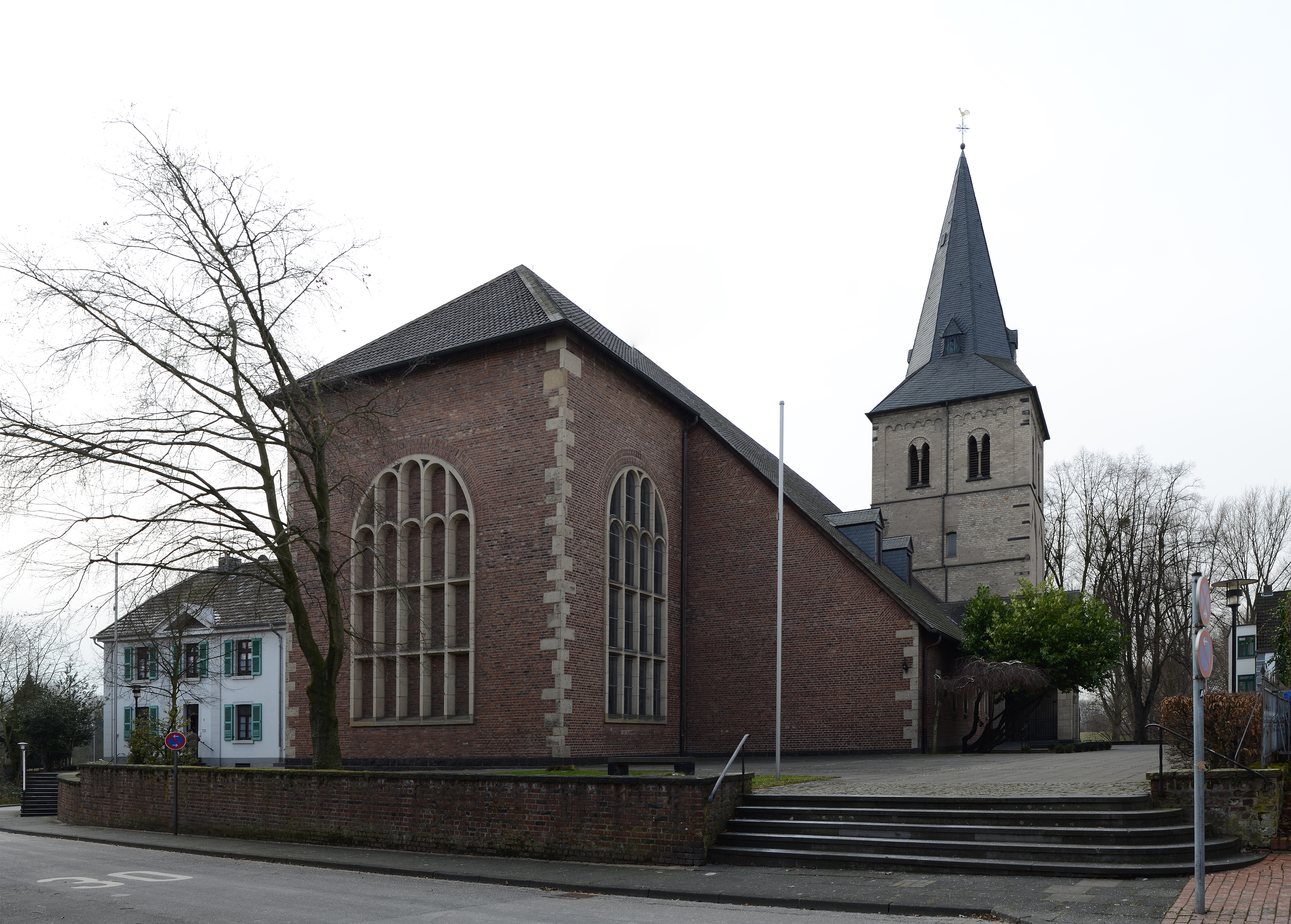
St. Gereon mit Pfarrhaus (links)

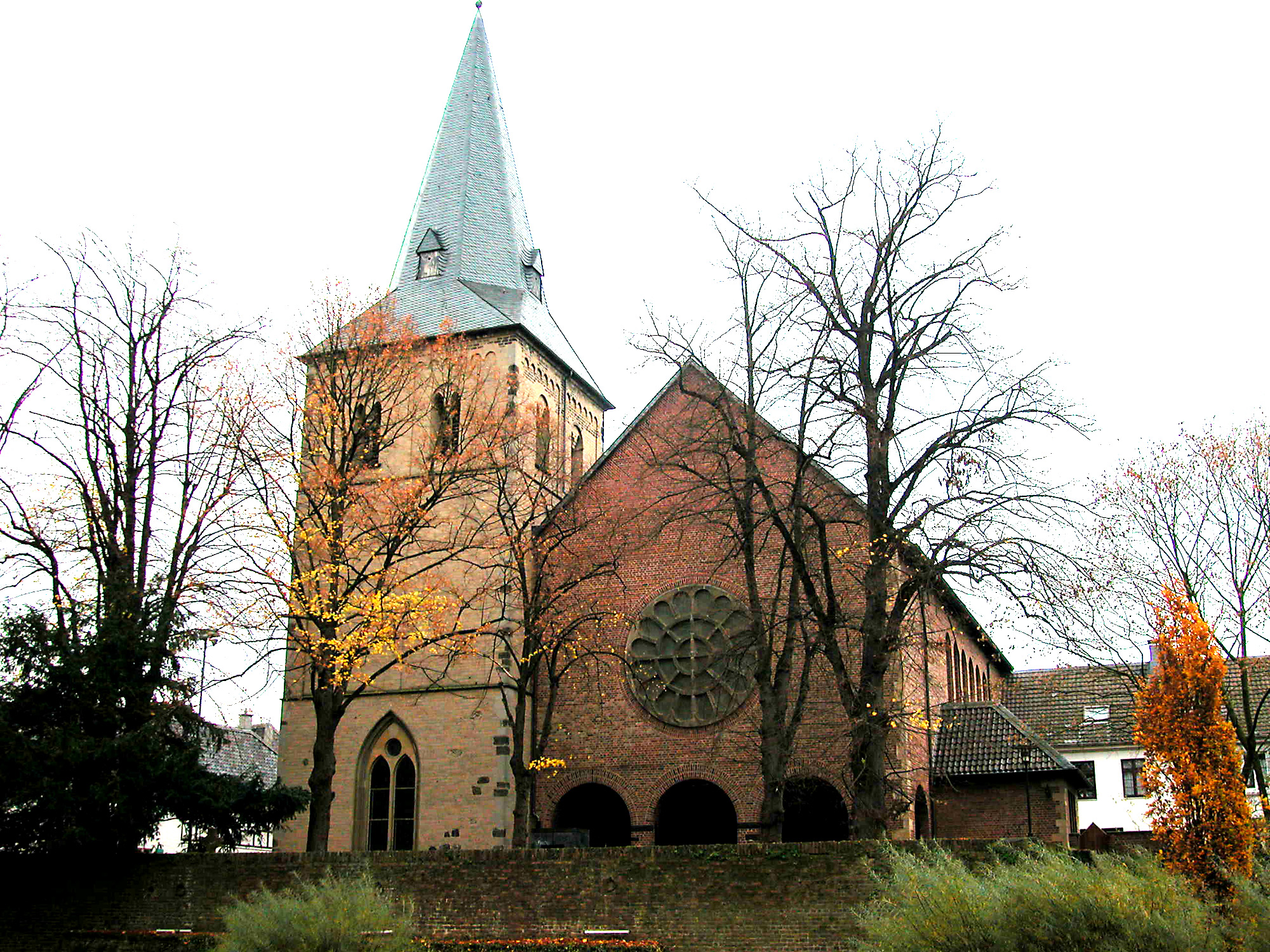
St. Gereon mit dem romanischen Turm

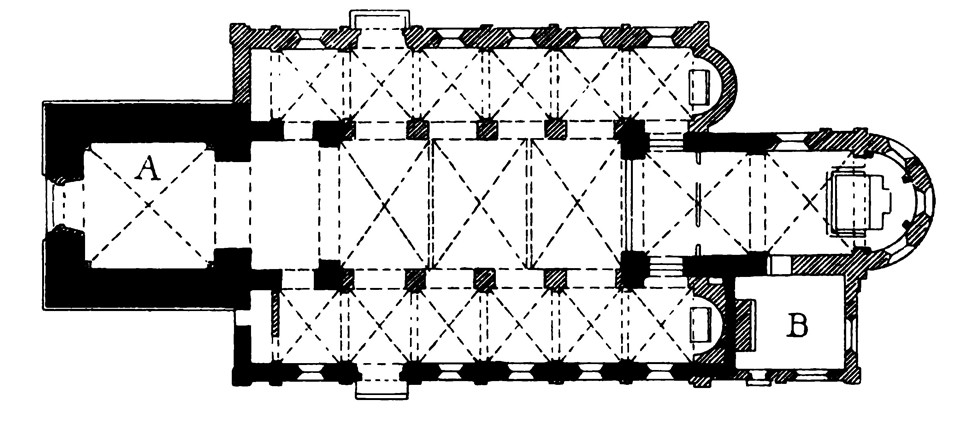
Grundriss der alten Kirche 1894

St. Gereon ist die römisch-katholische Pfarrkirche von Monheim am Rhein (Kreis Mettmann) in Nordrhein-Westfalen. 

## Geschichte
Hervorgegangen ist die heutige Pfarrkirche aus einer Eigenkirche des Kölner Gereonsstifts, die diesem 1223 inkorporiert worden war. Von dieser Kirche hat sich der Turm im rheinischen Übergangsstil mit Merkmalen der ausgehen Romanik und der frühen Gotik erhalten, der im Kern um 1300 entstanden ist. Die alte Kirche selber war eine dreischiffige Pfeilerbasilika vom Ende des 11. Jahrhunderts mit dem später hinzugefügten Westturm. Das baufällig gewordene nördliche Seitenschiff wurde 1817 abgebrochen und 1818 neu aufgeführt, ebenso das südliche zur Hälfte 1825. Zeitgleich wurde der gesamte Ostteil neu aufgeführt. Diese somit weitgehend rekonstruierte romanische Kirche wurde im Zweiten Weltkrieg bis auf den Turm zerstört und 1951 bis 1953 durch einen zweischiffigen Backsteinbau mit der Inneneinteilung einer asymmetrischen Pseudobasilika ersetzt. Der Turm, der noch im Glockengeschoss die romanische Lisenengliederung erhalten hat und im zweiten Geschoss Spitzbogenblenden von einer Restaurierung im 19. Jahrhundert zeigt, erhielt zur Sicherung eingezogene Betondecken. Das verschieferte Pyramidendach wurde 1988 aufgesetzt.

### Glocken
Das Geläut von St. Gereon blickt auf eine wechselvolle Geschichte zurück.
Das Tonspektrum umfasst d, e, fis, a und h.
Drei der Glocken wurden am 14. Oktober 1779 im Monheimer Schelmenturm von Peter und Martin Legros aus Malmedy gegossen. 
Die kleinste Glocke wurde beim Brand des Turms 1945 zerstört und erst 1954 wieder ersetzt. 1963 kamen zwei weitere Glocken hinzu.

## Einzelnachweis
1. ↑  rp-online.de, Fünf Glocken aus Bronze, vom 11. Dezember 2017

Koordinaten: 51° 5′ 25″ N, 6° 52′ 50,5″ O